# Dulwich
Dulwich [ˈdʌlɪtʃ] är ett område i södra London. Det tillhörde Surrey fram till 1889, då Londons grevskap bildades.